# 김용겸
김용겸(金用謙, 1702년 ~ 1789년)은 조선 후기의 학자이다. 본관은 안동이며, 자는 제대(濟大), 호는 효효재(嘐嘐齋)이다. 김수항의 손자이며, 김창즙의 아들이다.
김수항의 손자로서 음사(蔭仕)로 발탁되었다. 정조 2년(1778년) 1월 21일, 공조참판에 임명되었다. 같은 해에 승지가 되어 정조의 고문(顧問) 역할을 하였다.

## 참고 문헌
- 《정조실록》 정조 13년 2월 9일조, 김용겸의 졸기